# Парк-Сіті (Юта)
Парк-Сіті (англ. Park City) — місто (англ. city) в США, в окрузі Самміт штату Юта. Населення — 8396 осіб (2020). Місто вважається частиною району Восач-Бек і знаходиться на віддалі 51 км на північний схід від міста Солт-Лейк-Сіті і 31,99 км від східного краю цього міста — Цукрового будинку (Sugar House) вздовж дороги Interstate 80. Це головне курортне місто у цьому штаті. Парк-Сіті відоме своїми гірськолижними курортами і також тим, що щороку тут відбувається міжнародний кінофестиваль Санденс. Число туристів в місті значно перевищує число його жителів.

## Географія
Парк-Сіті розташований за координатами 40°38′43″ пн. ш. 111°30′20″ зх. д. / 40.64528° пн. ш. 111.50556° зх. д. (40.645239, -111.505439).  За даними Бюро перепису населення США в 2010 році місто мало площу 45,51 км², з яких 45,50 км² — суходіл та 0,01 км² — водойми. В 2017 році площа становила 51,77 км², з яких 51,76 км² — суходіл та 0,01 км² — водойми.

### Клімат
| Клімат : Парк-Сіті      | Клімат : Парк-Сіті | Клімат : Парк-Сіті | Клімат : Парк-Сіті | Клімат : Парк-Сіті | Клімат : Парк-Сіті | Клімат : Парк-Сіті | Клімат : Парк-Сіті | Клімат : Парк-Сіті | Клімат : Парк-Сіті | Клімат : Парк-Сіті | Клімат : Парк-Сіті | Клімат : Парк-Сіті | Клімат : Парк-Сіті |
| Показник                | Січ.               | Лют.               | Бер.               | Квіт.              | Трав.              | Черв.              | Лип.               | Серп.              | Вер.               | Жовт.              | Лист.              | Груд.              | Рік                |
| Абсолютний максимум, °C | 17,8               | 13,9               | 21,7               | 30,0               | 32,8               | 38,3               | 37,8               | 35,0               | 32,8               | 27,8               | 21,7               | 16,7               | 38,3               |
| Середній максимум, °C   | 0,3                | 2,3                | 5,3                | 11,7               | 17,4               | 23,5               | 27,8               | 26,4               | 21,5               | 14,7               | 6,3                | 1,3                | 13,2               |
| Середній мінімум, °C    | −11,2              | −9,4               | −6,7               | −2,3               | 2,4                | 6,2                | 10,0               | 9,3                | 4,7                | −0,2               | −5,9               | −9,7               | −1,1               |
| Абсолютний мінімум, °C  | −33,3              | −33,3              | −30,6              | −20                | −11,1              | −11,7              | −6,1               | −6,7               | −13,3              | −14,4              | −23,3              | −34,4              | −34,4              |
| Норма опадів, мм        | 69                 | 60                 | 57                 | 43                 | 37                 | 29                 | 32                 | 41                 | 29                 | 40                 | 43                 | 58                 | 538                |
| Днів з опадами          | 9                  | 9                  | 9                  | 8                  | 6                  | 5                  | 4                  | 5                  | 5                  | 6                  | 7                  | 8                  | 81,0               |
| ----------------------- | ------------------ | ------------------ | ------------------ | ------------------ | ------------------ | ------------------ | ------------------ | ------------------ | ------------------ | ------------------ | ------------------ | ------------------ | ------------------ |
| Джерело:                |                    |                    |                    |                    |                    |                    |                    |                    |                    |                    |                    |                    |                    |

## Демографія

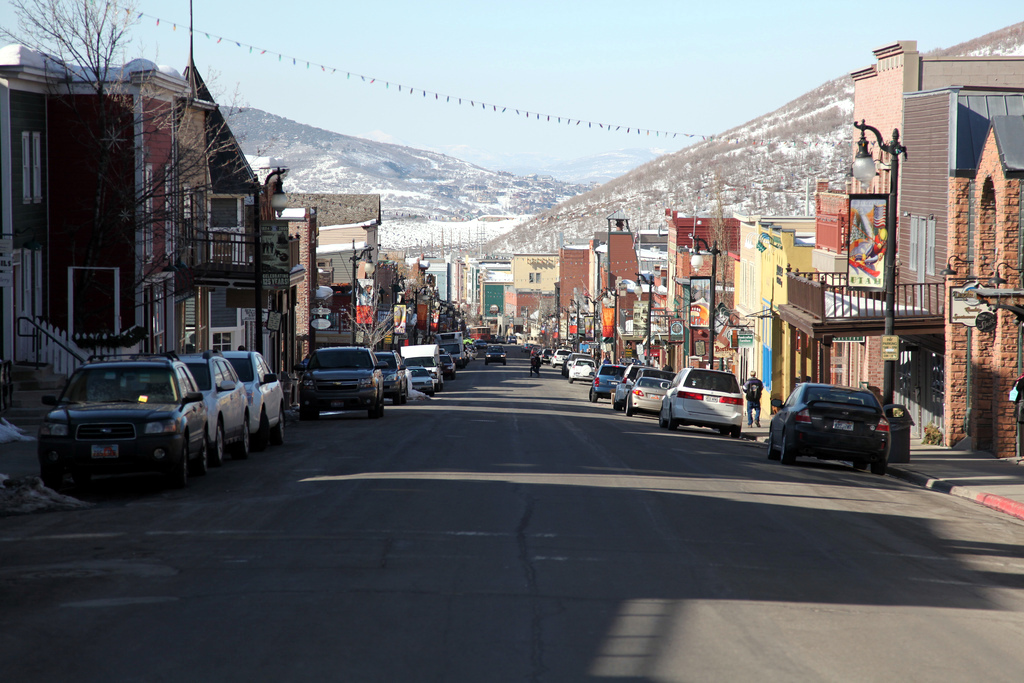

Згідно з переписом 2010 року, у місті мешкало 7558 осіб у 2885 домогосподарствах у складі 1742 родин. Густота населення становила 166 осіб/км².  Було 9471 помешкання (208/км²).
Расовий склад населення:
| - 81,0 % — білих - 2,1 % — азіатів - 0,6 % — чорних або афроамериканців - 0,3 % — вихідців з тихоокеанських островів - 0,3 % — корінних американців - 13,5 % — осіб інших рас |

До двох чи більше рас належало 2,3 %. Частка іспаномовних становила 24,1 % від усіх жителів.
За віковим діапазоном населення розподілялося таким чином: 21,0 % — особи молодші 18 років, 70,4 % — особи у віці 18—64 років, 8,6 % — особи у віці 65 років та старші. Медіана віку мешканця становила 37,4 року. На 100 осіб жіночої статі у місті припадало 112,1 чоловіків;  на 100 жінок у віці від 18 років та старших — 114,6 чоловіків також старших 18 років.
Середній дохід на одне домашнє господарство  становив 159 568 доларів США (медіана — 105 102), а середній дохід на одну сім'ю — 174 593 долари (медіана — 111 683). Медіана доходів становила 66 917 доларів для чоловіків та 43 671 долар для жінок. За межею бідності перебувало 15,9 % осіб, у тому числі 25,8 % дітей у віці до 18 років та 16,1 % осіб у віці 65 років та старших.
Цивільне працевлаштоване населення становило 4484 особи. Основні галузі зайнятості: мистецтво, розваги та відпочинок — 25,5 %, науковці, спеціалісти, менеджери — 16,8 %, освіта, охорона здоров'я та соціальна допомога — 13,9 %, роздрібна торгівля — 11,5 %.

## Міста-побратими
- Куршевель, Франція